# Poposaurus
Poposaurus là một chi archosauria thuộc nhóm pseudosuchia sống vào thời kỳ Trias muộn tại nơi ngày nay là miền tây nam Hoa Kỳ.